# Thryssa vitrirostris
Thryssa vitrirostris är en fiskart som först beskrevs av John Dow Fisher Gilchrist och Thompson, 1908.  Thryssa vitrirostris ingår i släktet Thryssa och familjen Engraulidae. Inga underarter finns listade i Catalogue of Life.